# Port lotniczy Peszawar
Port lotniczy Peszawar (IATA: PEW, ICAO: OPPS) – międzynarodowy port lotniczy położony w Peszawarze, w prowincji Chajber Pasztunchwa. Jest 4. co do wielkości portem lotniczym w Pakistanie.

## Linie lotnicze i połączenia

### Krajowe
- Air Blue (Karaczi)
- Pakistan International Airlines (Chitral, Islamabad, Karaczi, Lahaur, Kwetta, D I Khan)
- Shaheen Air International (Karaczi)

### Międzynarodowe
- Air Arabia (Szardża)
- Air Blue (Dubaj)
- Emirates (Dubaj)
- Etihad Airways (Abu Zabi)
- Gulf Air (Bahrajn)
- Pakistan International Airlines (Abu Zabi, Al-Ajn, Ad-Dauha, Dubaj, Dżudda, Rijad)
- Qatar Airways (Ad-Dauha)
- Shaheen Air International (Abu Zabi, Al-Ajn, Ad-Dauha, Dubaj)
- Saudi Arabian Airlines (Dżudda, Medyna, Rijad)

### Czartery
- Askari Aviation